# Трагедия в бухте Роджерс
«Трагедия в бухте Роджерс» — российский фильм 2015 года режиссёра Филиппа Абрютина, дебют выпускника ВГИКа.
Премьерный показ фильма прошел в июле 2015 года в рамках конкурсной программы XII кинофестиваля «Балтийские дебюты», однако, несмотря на успешную фестивальную судьбу, фильм в кинопрокат так и не вышел, отсутствует на IMDb; был выложен на онлайн-кинотетре ИВИ в июне 2018 года.

## Сюжет
Основано на реальном уголовном деле, имена героев подлинные, но режиссёр дал «свой вариант трактовки событий, мотивов и действий персонажей».
События в фильме происходят в 1935 году. Место действия — полярная научная станция ГУСМП у бухты Роджерс на острове Врангеля.
Сюда прилетает герой фильма — инспектор управления Главсевморпути Николай Жердев. Причина его приезда — трагедия, произошедшая на станции — гибель доктора Вольфсона, замёрзшего в буране.
Его задача — просто заактировать несчастный случай, поэтому он собирается быстро уладить все формальности и как можно скорее вернутся на материк к своим делам и любимой жене.
Однако, в первый же день он понимает, что дело не будет простым: все факты говорят о том, что доктор был убит. А кроме доктора на острове странно погибли ещё несколько человек. Рискуя карьерой, вопреки рекомендациям руководства, Жердев начинает проводить расследование. Хотя и понимает, что сам находится в опасности, а правда о случившимся тут будет никому не нужна.
По словам режиссёра, продюсеры настаивали на happy ende, и даже был снят альтернативный финал, но режиссёр всё-таки оставил драматический финал.

## В ролях
- Ярослав Жалнин — Николай Жердев
- Сергей Цепов — Константин Семенчук
- Марина Калецкая — Нина
- Григорий Зельцер — Яков Вакуленко
- Евгений Редько — Вольфсон, доктор
- Евгения Лютая — Надежда Семенчук
- Марина Суворова — Гита Фельдман
- Владимир Любовский — Старцев
- Денис Филимонов — Гарбовский
- Виктор Конухин — Заруба
- Татьяна Бибикова — Раскова, повариха
- Александр Дубина — зам начальника ГУ СМП
- Сергей Кагаков — сотрудник ГУ СМП
- Александр Пахомов — пилот

## Съёмки
Съёмки фильма проходили зимой — весной 2014 года на Чукотке в районе села Канчалан, в съёмках приняли участие местные жители — артисты танцевального ансамбля.

## Реальная основа
В основе сюжета фильма — уголовное дело 1930-х годов, широко освещавшееся в прессе и литературе, вошедшее в учебники криминалистики.
В конце декабря 1934 года на полярной станции на о. Врангель при странных обстоятельствах погиб врач Вульфсон, якобы замёрзнув затерявшись по пути на мыс Блоссом, куда он был послан для оказания медпомощи заболевшему эскимосу.
Для выяснения обстоятельств ГУСМП сразу же по открытии весенней авианавигации командировало на остров начальника полярной станции Уэлен Ивана Акинфиевича Жердева вместе с врачом Крашенинниковым. Они прилетели на остров 10 апреля 1935 года. Крашенинников провёл эксгумацию тела и экспертизу, установив насильственный характер смерти, а Жердев произвёл первичное расследование, в ходе которого вскрылись факты деятельности начальника станции Семенчука: халатность, самоуправство, жестокое обращение и насилие над местным населением, повлёкшим голод и смерти, скрывая которые тот посылал телеграммы о якобы эпидемии на острове. По докладу Жердева Семенчук был отстранен от работы и вывезен на Большую землю.

У нас имеются фотографические снимки, акты Жердева и доктора Крашенинникова и блестящая судебно-медицинская экспертиза доктора Семеновского, я бы сказал — классическая экспертиза. Мы можем не сомневаться вот в чем: что бы ни случилось с Николаем Львовичем Вульфсоном — он не замёрз.— прокурор А. Я. Вышинского
Следствие вёл следователь Л. Р. Шейнин, обвинение поддерживал генеральный прокурор СССР А. Я. Вышинский. Сторону обвиняемых представлял адвокат Н. В. Коммодов.
По версии следствия врач Вульфсон имел доказательства преступной деятельности Семенчука и собирался сообщить об этом на Большую землю, за что был убит его подручным Старцевым.

Все в этом деле было необычно, запутанно и сложно. Было ясно, что детальное выяснение всех обстоятельств, предшествовавших смерти доктора Вульфсона, установление быта, взаимоотношений и характеров зимовщиков, каждый, самый мельчайший штрих, бытовая деталь, человеческая характеристика представляют в настоящем деле особое значение.

Показаниями всех свидетелей, обстоятельствами дела, сохранившимися документами, судебно-медицинской экспертизой было твердо установлено, что убийство доктора Вульфсона совершил 27 декабря 1934 года Старцев по прямому заданию Семенчука.— следователь Л. Р. Шейнин
Дело рассматривалось в Москве 16—23 мая 1936 года Верховным Судом РСФСР, показательный процесс проходил в колонном зале Дома Союзов. 
К. Д. Семенчуку инкриминировалась организация убийства Вульфсона, исполнителем был признан С. П. Старцев. Суд приговорил обоих к расстрелу, квалифицировав их действия по статье 59-3 УК РСФСР «Бандитизм» — в расширенном его толковании прокурором включающими использование Семенчуком своего должностного положения «в преступных целях путем издевательства, населения всякого рода обид и неправильностей, преследования, травли и даже прямого убийства своих жертв».
Режиссёр фильма дал свою трактовку событий:

Неясность подлинной картины преступления дало основание писателям домысливать события. Например, юрист, писатель и киносценарист Лев Шейнин изложил одну версию, а известный советский, российский и чукотский писатель Юрий Рытхэу в своём романе «Под созвездием печали» изложил другую. Я, основываясь на прочитанном материале, предложил свой вариант трактовки событий, мотивов и действий персонажей, включая финал, в какой-то мере гипотетический.
— режиссёр и сценарист фильма Филипп Абрютин

## Фестивали
Фильм был представлен на ряде кинофестивалей, удостоен наград, в том числе:
- 2016 — X кинофестиваль исторических фильмов «Вече» — Приз в категории «Лучший сценарий»
- 2016 — XIV фестиваль военного кино им. Ю. Н. Озерова — Приз за лучший режиссёрский дебют, Приз за лучшую мужскую роль (Ярославу Жалнину)
- 2016 — 14-й кинофестиваль «Дух огня» — Приз зрительских симпатий «Золотая тайга»[7]
- 2016 — XVIII Шукшинском кинофестивале — Приз за лучшую операторскую работу (Александру Тананову)
- 2016 — IX фестиваль «Северный характер» — картина «Трагедия в бухте Роджерс» была фильмом-открытием[8]